# В'ячеслав Чорновіл (монета)
«В'ячесла́в Чорнові́л» — пам'ятна монета номіналом 2 гривні, випущена Національним банком України, присвячена видатному державному та громадському діячу, відомому журналісту, депутату Верховної Ради України першого-третього скликань, Герою України В'ячеславу Максимовичу Чорноволу.
Монету введено в обіг 28 лютого 2003 року. Вона належить до серії «Видатні особистості України».

## Опис монети та характеристики
| Номінал грн. | Метал      | Маса, г | Діаметр, мм | Якість виготовлення | Гурт     | Тираж, штук |
| ------------ | ---------- | ------- | ----------- | ------------------- | -------- | ----------- |
| 2            | нейзильбер | 12,8    | 31,0        | звичайна            | рифлений | 30 000      |

### Аверс
На аверсі монети в намистовому колі зображено увінчану вінцем композицію, що втілює ідею соборності України: малий Державний Герб України в оточенні рослинного орнаменту підтримують лев та козак з мушкетом і розміщено кругові написи: «УКРАЇНА», «2 ГРИВНІ», «2003 р». та логотип Монетного двору Національного банку України.

### Реверс
На реверсі монети розміщено портрет В. М. Чорновола, по колу монети кругові написи: «В'ЯЧЕСЛАВ ЧОРНОВІЛ» та роки життя — «1937—1999» (унизу).

## Автори

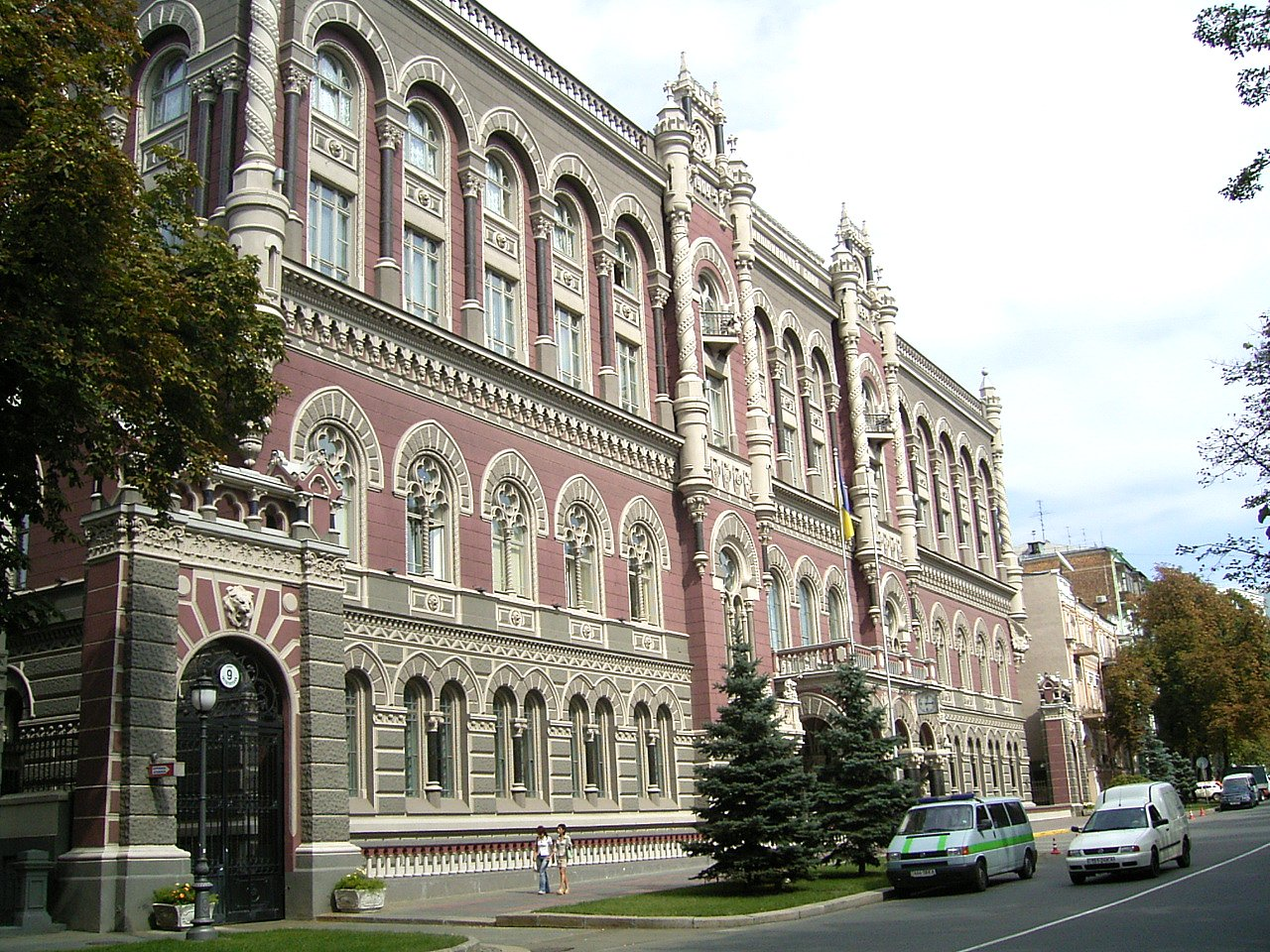
Будівля Національного банку України

- Художники: Івахненко Олександр, Іваненко Святослав.
- Скульптори: Дем'яненко Володимир, Іваненко Святослав.

## Вартість монети
Під час введення монети в обіг 2003 року, Національний банк України розповсюджував монету через свої філії за номінальною вартістю — 2 гривні.
Фактична приблизна вартість монети з роками змінювалася так:
| Рік        | 2010 | 2011 | 2012 | 2013 | 2014 | 2015 | 2016 | 2017 | 2018 | 2019 | 2020 | 2021 | 2022 | 2023 | 2024 | 2025 |
| ---------- | ---- | ---- | ---- | ---- | ---- | ---- | ---- | ---- | ---- | ---- | ---- | ---- | ---- | ---- | ---- | ---- |
| Ціна, грн. | 50   | 75   | 90   | 100  | 120  | 130  | 210  | 240  | 250  | 230  | 230  | 260  | 270  | 390  | 580  | 620  |